# Episodi di Spike Team (seconda stagione)

Una scena della seconda stagione.

La seconda stagione della serie animata Spike Team è stata trasmessa su Rai Gulp dal 17 luglio al 29 luglio 2014.
| Nº | Titolo                         | Prima TV       |
| -- | ------------------------------ | -------------- |
| 1  | Un nuovo inizio                | 17 luglio 2014 |
| 2  | In trappola                    | 17 luglio 2014 |
| 3  | Il Braciere di Olimpia         | 18 luglio 2014 |
| 4  | Spike Camp                     | 18 luglio 2014 |
| 5  | Lo spirito di una squadra      | 19 luglio 2014 |
| 6  | Un amore virtuale              | 19 luglio 2014 |
| 7  | Orgoglio e pregiudizio         | 20 luglio 2014 |
| 8  | Spike oui                      | 20 luglio 2014 |
| 9  | Il segreto della Torcia        | 21 luglio 2014 |
| 10 | Vita da college                | 21 luglio 2014 |
| 11 | Una spia tra noi               | 22 luglio 2014 |
| 12 | Segni dal passato              | 22 luglio 2014 |
| 13 | La bussola vichinga            | 23 luglio 2014 |
| 14 | Sconfitte e amori              | 23 luglio 2014 |
| 15 | Tensioni                       | 24 luglio 2014 |
| 16 | Dentro o fuori                 | 24 luglio 2014 |
| 17 | Ironman                        | 25 luglio 2014 |
| 18 | La storia di Brent             | 25 luglio 2014 |
| 19 | Fuori squadra                  | 26 luglio 2014 |
| 20 | Doppio gioco                   | 26 luglio 2014 |
| 21 | Solleva, rotea, colpisci       | 27 luglio 2014 |
| 22 | Tradimenti                     | 27 luglio 2014 |
| 23 | Caerleon                       | 28 luglio 2014 |
| 24 | Dodici cavalieri e un re       | 28 luglio 2014 |
| 25 | Esse di spada, esse di squadra | 29 luglio 2014 |
| 26 | Six for fight                  | 29 luglio 2014 |